# 이길권

이길권(李吉卷,904~1008)은 고려 전기 용인 출신의 개국공신이자 용인이씨의 시조이다. 왕건의 누이를 아내로 맞이하여 고려조의 첫 부마(附馬)가 되었다. 시호는 안곡공(安穀公)이다.

## 상세
신라 말에 용구(龍駒)[경기도 용인시의 옛 이름]에서 태어난 토호(土豪)였는데, 왕건을 도와 후삼국을 통일하는 데 큰 공을 세웠다. 
이후 왕건이 고려의 태조가 되었을 때 개국공신의 예우로서 식읍(食邑) 500호를 하사하고 산성군(山城君)에 봉하고자 하였다. 그러나 이길권은 “지나치게 후한 봉록은 오히려 짐이 된다”고 하며 굳이 사양하였다. 그 뒤 왕건은 ‘구성백 삼한벽상공신 삼중대광 숭록대부 태사(駒城伯 三韓壁上功臣 三重大匡 崇祿大夫 太師)’의 품계를 하사하였다.
평소 부귀영화를 탐내지 않고 청렴하게 살았던 그는 훗날 다시 고향인 용인으로 내려와 여생을 보내다가 1008년(목종 18년)에 105세의 나이로 세상을 마쳤다. 그의 후손들이 용인(龍仁)을 본관(本貫)으로 삼게 되었다.
어려서부터 성품이 강직하고 도량이 넓었으며, 남달리 학식과 재능이 뛰어났다. 특히 천문 지리에 밝았다. 당시의 저명한 도승인 도선대사(道詵大師)와도 긴밀한 교분을 나누며 학문과 경륜을 닦았다고 한다.